# Melbourne Centennial Exhibition
De Melbourne Centennial Exhibition werd georganiseerd ter gelegenheid van 100 jaar Britse kolonisatie van Australië. De tentoonstelling vond plaats op dezelfde locatie als de Melbourne International Exhibition acht jaar eerder, hierbij werd de Royal Exhibition Building vergroot. De centennial exhibition richtte zich echter vooral op Australië zelf en is dan ook niet door het Bureau International des Expositions erkend. Inhoudelijk was er ook minder aandacht voor handel en industrie en meer voor cultuur, met name muziek en schilderkunst, wat veel bezoekers trok.